# Bernard Abbatia
Bernard Abbatia (auch Bernard Abatia; * zwischen 1530 und 1540 in Toulouse; † um 1590) war ein französischer Astrologe, Arzt und Jurist.
Über das Leben und Wirken von Bernard Abbatia ist wenig bekannt; einige Informationen über ihn vermittelt vor allem sein Zeitgenosse, der französische Gelehrte und Bibliograf François Grudé de La Croix du Maine. Dieser berichtet, dass Abbatia in Paris Jurisprudenz, Mathematik, Medizin und Astrologie lehrte. Allerdings lässt sich nicht belegen, dass Abbatia tatsächlich einen Lehrstuhl an der Pariser Universität innehatte. Er starb um 1590.
Abbatia soll eine allgemeine Darstellung der Pflanzen unter dem Titel Grand Herbier geschrieben haben, die aber nie gedruckt wurde und deren Manuskript verschollen ist. Als einziges von seiner Hand verfasstes Werk, das erhalten blieb, ist eine nur 40 Seiten umfassende Schrift Prognostication sur le mariage de très honoré et très aimé Henry par la grâce de Dieu roy de Navarre et de très illustre princesse Marguerite de France (Paris 1572), in der er u. a. die mutmaßliche Glückseligkeit des königlichen Paares Heinrich von Navarra und Margarete von Valois nach dem Einfluss der Gestirne zu bestimmen suchte.